# A Routine Day
"A Routine Day" is een nummer van de Canadese band Klaatu. Het verscheen op hun album Sir Army Suit uit 1978. Dat jaar werd het uitgebracht als de eerste single van het album.

## Achtergrond
"A Routine Day" is geschreven door groepslid John Woloschuk en geproduceerd door de gehele band. In het nummer wordt een normale, saaie dag beschreven. De verteller neemt de bus naar zijn werk, luncht in het park en wil zo snel mogelijk klaar zijn met werken zodat hij zijn loon kan ontvangen. Hij vraagt zich af of het het waard is om zo hard te werken en er weinig voor terug te krijgen. Het lied eindigt met een verwijzing naar Charon, een veerman uit de Griekse mythologie, die overleden personen naar de onderwereld zou brengen.
Woloschuk baseerde "A Routine Day" op het werk van Gilbert O'Sullivan, met name zijn nummers "Alone Again (Naturally)" en "Clair". Hij begon in juni 1975 met het schrijven van het nummer en in augustus 1977 werd de eerste demo opgenomen. Oorspronkelijk droeg het lied de titel "A Little Tired" en had het een andere introductie. In deze intro werd de verteller wakker en bedacht hij dat hij geen zin had om naar zijn werk te gaan. Hierna zou het overgaan in het nummer zoals deze op de plaat werd gezet. Woloschuk bedacht zich later dat de rest van het nummer beter was dan de intro, waardoor hij deze achterwege liet. Het is het favoriete nummer van zanger Terry Draper dat door Woloschuk is geschreven.
Voor "A Routine Day" werd een geanimeerde video gemaakt, die werd uitgezonden in het televisieprogramma Don Kirshner's Rock Concert. Deze video zou, samen met video's voor een aantal andere nummers van het album, deel uitmaken van de nieuwjaarsspecial Happy New Year Planet Earth, die nooit werd uitgezonden. Dit was bijzonder, aangezien de band tot op dat moment vrij anoniem was. Hun succes tot dan toe was deels gebaseerd op de geruchten dat de band eigenlijk The Beatles waren die onder een andere naam weer bij elkaar gekomen waren. Nadat deze geruchten waren ontkracht, nam het succes van de groep gestaag af. "A Routine Day" behaalde wel plaats 84 in de Canadese hitlijsten. Het werd ook de succesvolste single van de groep in Nederland: alhoewel het de Top 40 niet bereikte en bleef steken op de vijfde plaats in de Tipparade, kwam het tot plaats 44 in de Nationale Hitparade.

## Hitnoteringen

### Nationale Hitparade
| Hitnotering: 14-04-1979 t/m 28-04-1979 | Hitnotering: 14-04-1979 t/m 28-04-1979 | Hitnotering: 14-04-1979 t/m 28-04-1979 | Hitnotering: 14-04-1979 t/m 28-04-1979 | Hitnotering: 14-04-1979 t/m 28-04-1979 |
| Week                                   | 1                                      | 2                                      | 3                                      |                                        |
| -------------------------------------- | -------------------------------------- | -------------------------------------- | -------------------------------------- | -------------------------------------- |
| Nummer                                 | 45                                     | 45                                     | 44                                     | uit                                    |

### NPO Radio 2 Top 2000
| Nummer met noteringen in de NPO Radio 2 Top 2000 | '00 | '01 | '02  | '03  | '04  | '05  | '06  | '07 | '08  |
| ------------------------------------------------ | --- | --- | ---- | ---- | ---- | ---- | ---- | --- | ---- |
| A Routine Day                                    | 686 | 558 | 1076 | 1761 | 1364 | 1195 | 1894 | -   | 1776 |

1. ↑  Een '-' betekent dat het nummer niet was genoteerd en een vetgedrukt getal geeft de hoogste notering aan.
2. ↑  2000 was het eerste jaar met een notering voor dit nummer.
3. ↑  Deze tabel is bijgewerkt tot en met de laatste editie (2024).